# 小舌清内爆音
清小舌內爆音是一種極少見的輔音，出現在一些口語中。清小舌內爆音的國際音標寫作⟨ʛ̥ ⟩或⟨qʼ↓⟩。另一種專門書寫此音的字母，⟨ʠ⟩，已於1993年被撤回。

## 特徵
- 調音方法是閉塞，也就是說通過阻礙空氣在聲道流動來調音。由於此輔音也是一個口腔輔音，故氣流被完全地阻塞住，而形成一個塞音。
- 調音部位是小舌，即是以舌根部位抵住小舌調音。

- 發聲類型是清音，意味着發音時聲帶並不顫動。
- 本輔音是口腔輔音（口音），表示調音時空氣只從口裡流出。
- 本輔音為中央輔音，調音時氣流在口腔的中央流過舌面，而不從兩側流過。
- 氣流機制是內爆音。發音時，聲門向下壓迫出肺部空氣而控制氣流。由於其為清音，聲門完全關閉，導致完全沒有肺部氣流流出。

## 出現於
清小舌內爆音出現於一些馬雅語系的語言中。
| 語言     | 語言     | 字彙       | IPA         | 意義     | 註釋 |
| -------- | -------- | ---------- | ----------- | -------- | ---- |
| 根祖巴語 | 根祖巴語 | Q'anjob'al | [ʛ̥ anχoɓal] | 根祖巴語 |      |

## 外部鏈結
- 在PHOIBLE上搜尋含有[ʛ̥]的語言